# Ruscuță primăvăratică
Rușcuța de primăvară (Adonis vernalis - L.) este o plantă erbacee perenă din familia Ranunculaceae, cunoscută sub mai multe denumiri populare: bulbuc, buruiana-calului, buruiană de talan, buruiană neagră, chioara-găii, cocoșei, dedinița, dediței galbeni, scânteiță, spânț, spânț de cal, spreuț, floarea-Paștelui. DEX nu atestă acest nume, ci ruscuță (cu s, nu cu ș).

## Descrierea speciei
Este o plantă erbacee perenă care prezintă în sol un rizom scurt, tare, gros, din care pornesc rădăcini fibroase. Din rizom se dezvoltă tulpini florifere și sterile de până la 45 cm, cu frunze filiforme și flori solitare la vârful tulpinii cu un diametru de până la 8 cm, de culore galben-aurie, lipicioase cu 5 sepale și 10-20 petale lungi de 2–4 cm și multe stamine. Înflorește din aprilie până în mai și face un fruct de tip poliachenă cu achene scurt-păroase.
În scopuri medicinale se întrebuințează numai părțile aeriene, recoltate când planta este în plină floare.

## Ecologie
Specia vegetează pe coaste abrupte, în pășuni și fânețe uscate, însorite, de la câmpie până în zona montană. Este o specie ocrotită declarată monument al naturii. În România este răspândită în zonele de podiș și de deal din Subcarpații românești. Este răspândită în Europa centrală și de Sud și în Asia de Vest.

## Componenți principali
Heterozide cardiotonice, saponozide și flavonoide.

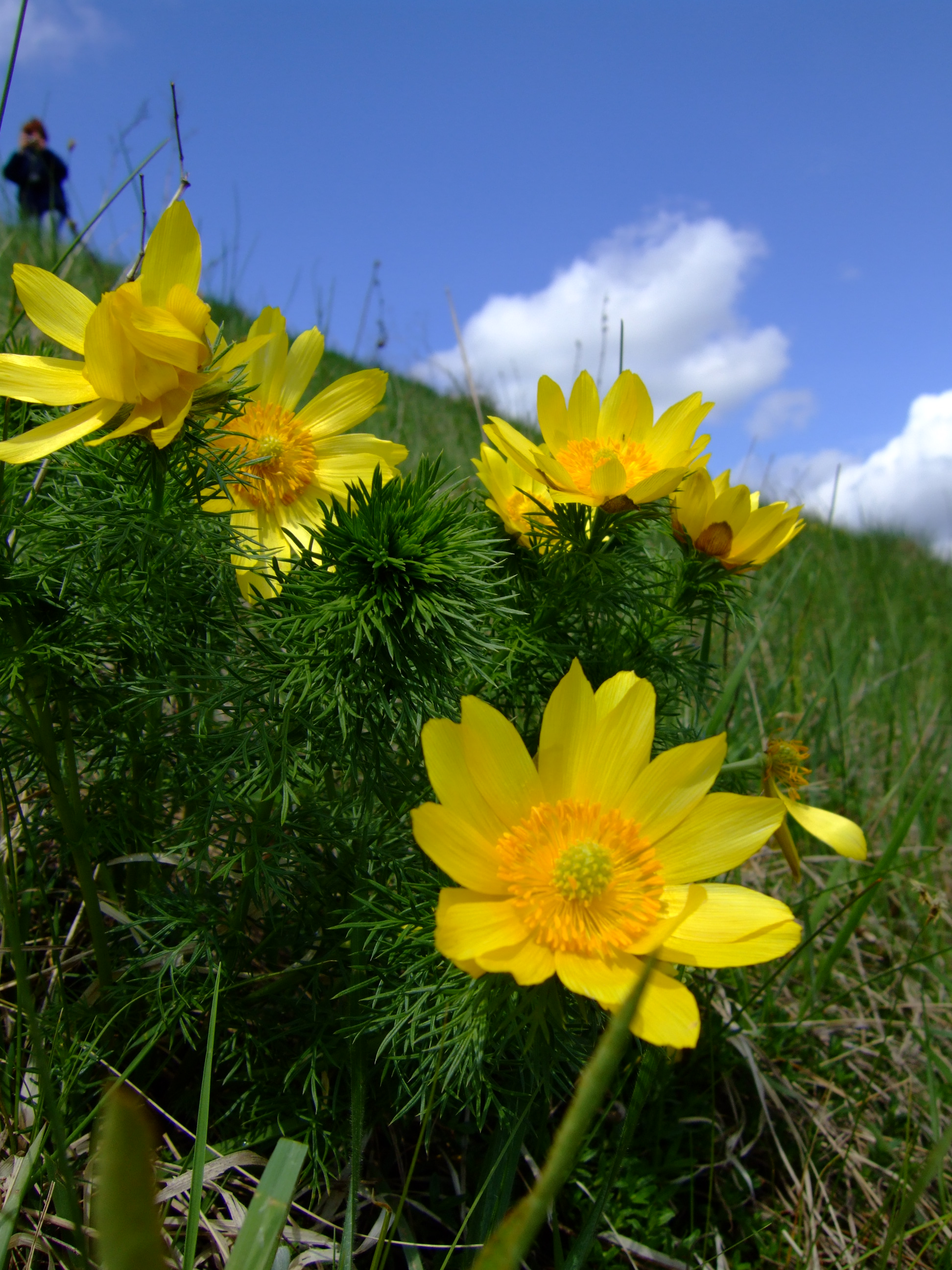
Ruscuță de primăvară

## Proprietăți
- cardiotonice
- diuretice
- calmante
- acțiune sedativă asupra cordului

## Utilizare în medicina populară
Sunt recoltate parțile aeriene ale plantei (Herba Adonidis) în perioada aprilie-mai.
Planta conține glicozide (adonitoxină, adonidozidul care conțina cumarină și vernadină), uleiuri volatile, tanin, saponine, rezine, colină, acid palmitic, linoleic, fitosteroli și săruri minerale.
Este un cardiotonic și se utilizează în tratarea unori afecțiuni cardiace (tahicardie, extrasistole) sau a tulburărilor neurovegetative.

## Indicații
Sub formă de infuzie: în tahicardii extrasistole de natură nervoasă, în hiprtensiunea arterială și tulburări neuro-vegetative.